# Робертс, Фред (регбист)
Фредерик (Фред) Робертс (англ. Frederick (Fred) Roberts; 7 апреля 1882, Веллингтон — 21 июля 1956, там же) — новозеландский регбист, выступавший на позиции хавбека за команду Веллингтона и сборную Новой Зеландии. Участник турне «Ориджинал Олл Блэкс», единственный хавбек в составе команды (сыграл 28 из 32 матчей на Британских островах). Капитан сборной Новой Зеландии в турне 1910 года по Австралии.

## Ориджинал Олл Блэкс
Робертс начинал игровую карьеру, ещё учась в Торндонской школе и выступая за сборную школ Веллингтона в 1895 году. Около двух сезонов он также играл в футбол, но затем стал регбистом, игроком команды «Ориентал». В 1901 году он стал игроком провинции Веллингтон, а 1 июля 1905 года дебютировал за сборную Новой Зеландии матчем против команды Окленда. В сезоне 1905—1906 его сборная, ставшая позже известная под названием «Ориджинал Олл Блэкс», совершила турне по Великобритании, Франции и Канады: Робертс был единственным хавбеком в команде, поэтому пресса особенно беспокоилась по поводу тактики команды в случае травмы Робертса. Он сыграл 36 из 42 встреч, в том числе четыре официальных тест-матча, установив рекорд по числу сыгранных матчей в данном турне среди всех новозеландцев.
Команда выиграла 35 матчей из 36, проиграв только Уэльсу 0:3 — Робертс сыграл тест-матчи против Уэльса, Англии, Ирландии и Шотландии, доверив в матче против Франции свою позицию Билли Стеду. Новозеландцы в 32 матчах на Британских островах набрали 830 очков, пропустив 39, а всего они набрали 976 очков. В Сан-Франциско команда сыграла два матча против Британской Колумбии и позже вернулась в Новую Зеландию, но Робертс остался на несколько недель в Сан-Франциско с Билли Уоллесом: у Фреда диагностировали тонзиллит, и ему пришлось перенести хирургическую операцию. Вскоре Робертс и Уоллес покинули Сан-Франциско, а через несколько недель после их отъезда город был разрушен мощным землетрясением — было уничтожено здание гостиницы, где жили новозеландцы.

## Дальнейшая карьера

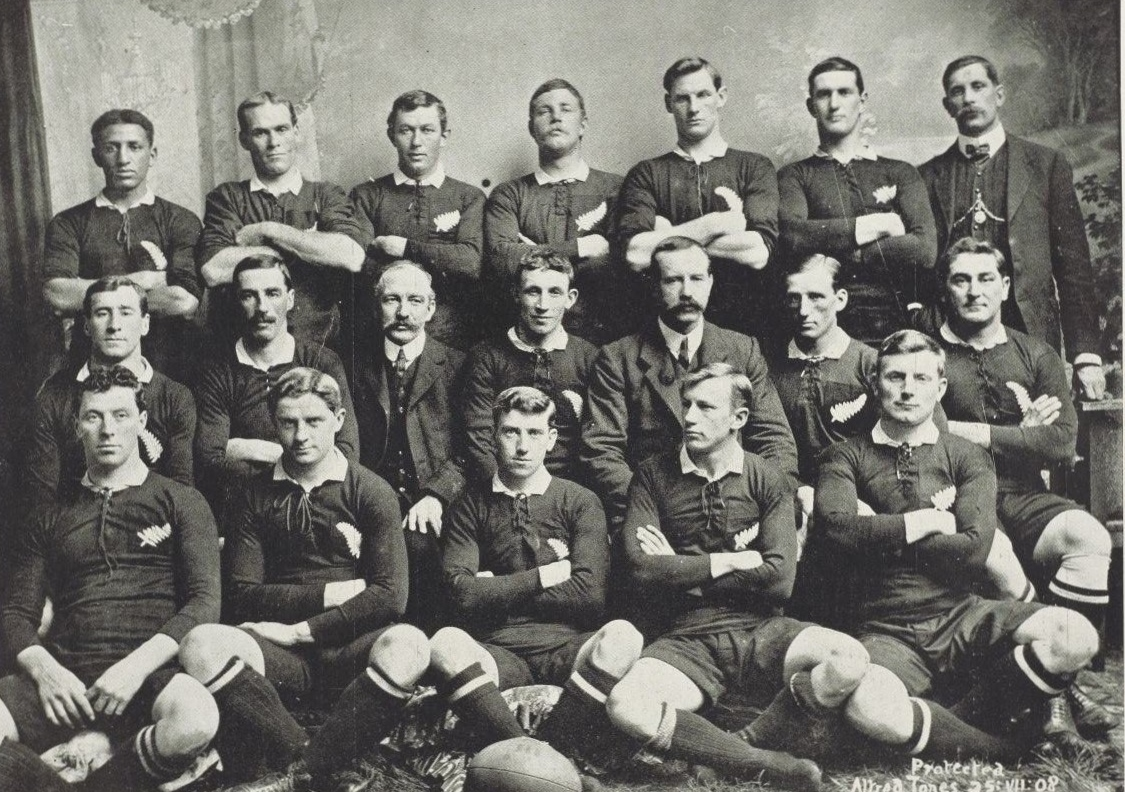
Сборная Новой Зеландии 1908 года перед игрой против англо-валлийской сборной, Робертс — крайний слева в среднем ряду

По окончании турне «Ориджиналов» Робертс продолжил играть за команду Веллингтона и сборную Новой Зеландии: в 1907 году он участвовал в турне по Австралии, в 1908 году провёл два тест-матча против англо-валлийской сборной: сыграл в первом и третьем матчах, пропустив второй из-за травмы; в обоих матчах новозеландцы победили 32:5 и 29:0. Также он отметился выступлениями за команды Южного острова и Северного острова в регулярных матчах (в матче за Южный остров вышел на замену в связи с травмой игрока; 5 матчей сыграл за Северный остров)
В турне 1910 года по Австралии Робертс провёл свои последние встречи, став капитаном новозеландской команды: он сыграл три тест-матча. Новозеландская команда была относительно малоопытной: там было всего 7 игроков, участвовавших в предыдущих встречах, однако «Олл Блэкс» выиграли серию 2:1, победив в третьем тест-матче со счётом 28:13. Этот тест матч прошёл 2 июля 1910 года в Сиднее и стал последним для Робертса, который был капитаном сборной в том турне. До 1912 года он выступал за Веллингтон, играя некоторое время также и за команду «Ориентал». Рекорд по числу игр за Веллингтон (58 матчей) был перебит позже Ранджи Уилсоном. Завершение карьеры Робертса ознаменовалось окончательно в 1918 году прощальным матчем за Трентем (команда вооружённых сил) против Веллингтона; в 1920-е годы работал тренером-селекционером в команде Веллингтона.

## Стиль игры
Радиокомментатор Уинстон Маккарти отзывался о Робертсе так:

Выдающийся распасовщик, рассудительно выходящий из скрама, отлично бьёт с обеих ног, гигант защиты.
Оригинальный текст (англ.)A superb passer, a judicious runner from the scrum, and excellent two-foot kicker and a giant on defence.